# Hotel Marysol
Hotel Marysol ist ein französisches Filmdrama aus dem Jahr 2005. Es ist die Literaturverfilmung des Romans La Route de Midland von Arnaud Cathrine.

## Handlung
Nachdem Thomas von dem Selbstmord seines absolut verhassten Bruders Richard erfährt, muss er sich um dessen Nachlass kümmern. Also reist er von Paris in die Heimat, nach Marseille. Doch Richards Haus, in dem auch Thomas seine Kindheit verbracht hat, birgt zu viele schmerzvolle Erinnerungen. Nachdem sein Vater überraschend die Familie verlassen hatte, führte die Mutter ein teilnahmsloses Leben und es verschlechterte sich die Beziehung zu seinem älteren Bruder Richard. Thomas will das Haus nur noch verkaufen. Er entdeckt allerdings ein Foto von Jeanne, sodass er sich in ihr Hotel einquartiert, um den Kauf abschließen zu können.
Ohne seine Identität preiszugeben, wird er für einige Zeit der einzige Gast im Hotel. Dort erfährt er, dass Jeanne, ihr schwerhöriger Patensohn Lucas und ihr Onkel Joseph sehr eng mit Richard befreundet waren, bevor er sie ebenfalls überraschend verließ. Er verheimlicht den Selbstmord Richards und hört den Gesprächen zu. Dabei hofft er, seinen Bruder besser verstehen zu können. Unglücklicherweise kommt Lucas ihm durch einen Zufall auf die Schliche.

## Kritik
„Ein einfühlsamer Film über Verluste und unbewältigte Vergangenheiten, die die Gegenwart belasten und eine hoffnungsvolle Zukunft nahezu unmöglich machen. Der vorzüglich gespielte, verhalten inszenierte Film lebt durch Auslassungen und Leerstellen, die die innere Leere seiner Protagonisten symbolisieren und verstärken.“

„Regisseur Éric Caravaca hat auf vielen Ebenen das Motiv der Ersetzung ins Spiel gebracht und sieht in der ‚eigenhändigen‘ Rekonstruktion fehlender Dinge ein Merkmal unserer Zeit - die sogenannte Ersatzfamilie, die auch im Film diverse zwischenmenschliche Beziehungen bestimmt, ist ein solches Phänomen, das über einen Mangel einerseits hinwegtäuschen und andererseits tatsächlich hinweghelfen kann. Entsprechend zurückhaltend und subtil ist die filmische Umsetzung. Die häufig sehr subjektiv geprägten, intensiven Bilder lassen eine starke Nähe zu den Protagonisten zu und rufen eine unterschwellige Spannung hervor.“

„Trotz schwermütiger Bilder und bitterer Enthüllungen gerät Éric Caravacas Drama nie zum tristen ‚Kunstfilm‘, sondern rührt durch lebensnahe, mit Herzblut gespielte Charaktere. Fazit: Bittere Geschichte, mit viel Gefühl erzählt.“

## Hintergrund
Das Regiedebüt von Éric Caravaca hatte seine Weltpremiere am 1. Dezember 2005 auf dem Belfort Entrevues Film Festival und kam am 22. März 2006 regulär in die französischen Kinos. Auf dem Fernsehsender Arte lief der Film in der Rubrik Kino auf Arte am 24. Februar 2010 zum ersten Mal im deutschen Fernsehen.
Die Produktionskosten lagen bei 1,2 Mio. Euro.
Bei der Verleihung des César 2007 wurde Vincent Rottiers mit einer Nominierung als Bester Nachwuchsdarsteller bedacht.